# Marcus Sedgwick
Marcus Sedgwick (Kent, 8 april 1968 – 15 november 2022) was een Brits schrijver en illustrator van kinder- en jeugdfictie en tevens muzikant.

## Biografie
Sedgwick speelde drums in de band Garrett en was gitarist in een ABBA-tributeband. Zijn debuutroman Floodland, die hij zelf met houtsnedes illustreerde, was de winnaar van de Branford Boase Award in 2001. Het jaar daarop werd zijn tweede roman The Dark Horse genomineerd voor de Guardian Children's Book Award.
Hij overleed onverwacht op 54-jarige leeftijd.

### Romans
- Floodland (2000)
- The Dark Horse (2001) - in Nederland verschenen als Zwart paard
- Witch Hill (2001)
- The Book of Dead Days (2003) - in Nederland verschenen als Het boek van de dode dagen
- A Christmas Wish (2003)
- Cowards (2003)
- The Dark Flight Down (2005) - in Nederland verschenen als De donkere trap
- The Foreshadowing (2005) - in Nederland verschenen als De voorspelling
- My Swordhand Is Singing (2006)
- Blood Red, Snow White (2007)
- The Kiss of Death (2008)
- Revolver (2009)
- White Crow (2010)
- Midwinterblood (2011)

### The Raven Mysteries-serie
- Flood and Fang (2009)
- Ghosts and Gadgets (2009)
- Lunatics and Luck (2010)
- Vampires and Volts (2010)
- Magic and Mayhem (2011)[3]
- Diamonds and Doom (2011)
- the greepy kastel beast 2012

### Verdere boeken
- Outremer: Jaufré Rudel and the Countess of Tripoli - A Legend of the Crusades (1993) (Illustrator)
- The Emperor's New Clothes (2004) (Prentenboek)
- The Dead Days Omnibus (2006) (Omnibus)